# Batocera timorlautensis
Batocera timorlautensis là một loài bọ cánh cứng trong họ Cerambycidae.